# Pat Jennings
Patrick Anthony Jennings (Newry, Irlanda del Norte, 12 de junio de 1945) es un exfutbolista norirlandés. Se desempeñaba en la posición de guardameta. En el 2003 Jennings fue introducido al Salón de la Fama del Fútbol Inglés en reconocimiento a sus habilidades mostradas en la Premier League.

## Trayectoria
Jennings comenzó su carrera como futbolista con el equipo vecino de su ciudad natal Newry Town a los 16 años. Luego de impresionar con el equipo se mudó al club inglés de Tercera División Watford en mayo de 1963. Jennings volvió a impresionar en su primera temporada en el fútbol inglés, habiendo disputado todos los encuentros para su club, y fue fichado por el Tottenham Hotspur por 27 000 libras esterlinas al final de la temporada. Jennings pasó 13 años con el Tottenham, donde disputó 472 encuentros de liga. Ganó la FA Cup en 1967, la Football League Cup en 1971 y 1973, y la Copa de la UEFA en 1972. 

En agosto de 1977, fue fichado por el archirrival del Tottenham, el Arsenal Football Club, con el primero pensando que Jennings estaba cerca del final de su carrera. Pero Jennings firmó un contrato por 8 años. Ayudó al Arsenal a disputar 3 finales sucesivas de la FA Cup, en 1978, 1979, y 1980. Sin embargo, el Arsenal solo consiguió ganar la segunda, en una victoria 3-2 contra el Manchester United. En total, Jennings realizó 327 apariciones para Arsenal, 237 de ellas en la liga.

## Selección nacional
Fue internacional con la Selección de fútbol de Irlanda del Norte en 119 ocasiones. Debutó en la selección el 15 de abril de 1964 en el British Home Championship ante la Selección de Gales.

### Participaciones en Copas del Mundo
| Mundial              | Sede   | Resultado    |
| -------------------- | ------ | ------------ |
| Copa Mundial de 1982 | España | Segunda fase |
| Copa Mundial de 1986 | México | Primera fase |

## Clubes
| Club              | País       | Año       |
| ----------------- | ---------- | --------- |
| Watford           | Inglaterra | 1963-1964 |
| Tottenham Hotspur | Inglaterra | 1964-1977 |
| Arsenal           | Inglaterra | 1977-1986 |

## Palmarés

### Campeonatos nacionales
| Título              | Club              | País       | Año     |
| ------------------- | ----------------- | ---------- | ------- |
| FA Cup              | Tottenham Hotspur | Inglaterra | 1966-67 |
| Football League Cup | Tottenham Hotspur | Inglaterra | 1970-71 |
| Football League Cup | Tottenham Hotspur | Inglaterra | 1972-73 |
| FA Cup              | Arsenal           | Inglaterra | 1978-79 |

### Copas internacionales
| Título          | Club              | Sede    | Año     |
| --------------- | ----------------- | ------- | ------- |
| Copa de la UEFA | Tottenham Hotspur | Londres | 1971-72 |

### Distinciones individuales
| Distinción                   | Año  |
| ---------------------------- | ---- |
| Futbolista del Año de la FWA | 1973 |
| Futbolista del Año de la PFA | 1976 |